# Benoît Poelvoorde
Benoît Poelvoorde, född 22 september 1964 i Namur, är en belgisk skådespelare. Han slog igenom med filmen Man Bites Dog från 1992.

## Liv och gärning
Benoît Poelvoorde började att göra humoristiska kortfilmer med sina vänner Rémy Belvaux och André Bonzel. Samarbetet ledde till den internationellt uppmärksammade pseudodokumentären Man Bites Dog, där Poelvoorde spelar en seriemördare som följs av några TV-journalister. Han etablerade sig därefter i en rad komedifilmer där han ofta spelade svartsynta och skrupelfria figurer.
I mitten av 2000-talet började han att bredda sitt register med fler dramatiska roller vid sidan av de komiska. Han tilldelades det belgiska Magrittepriset för bästa skådespelare 2014 för Une place sur la terre. Han nominerades till Césarpriset för bästa manliga huvudroll 2005 för Podium och 2006 för Entre ses mains, samt biroll 2010 för Coco - livet före Chanel.

## Filmer i urval
- Pas de C4 pour Daniel Daniel (1987)
- Man Bites Dog (1992)
- Les randonneurs (1997)
- Les convoyeurs attendent (1999)
- Les portes de la gloire (2001)
- Le vélo de Ghislain Lambert (2001)
- Podium (2004)
- Entre ses mains (2006)
- Asterix på Olympiaden (2008)
- Louise-Michel (2008)
- Coco - livet före Chanel (2009)
- Panik i byn (2009)
- Franska nerver (2010)
- Den siste mammuten (2010)
- Rien à déclarer (2010)
- En bohem i Paris (2011)
- Not Dead (2012)
- Une place sur la terre (2014)
- Det helt nya testamentet (2015)
- Une famille à louer (2015)

## Utmärkelser
- Riddare av Leopoldsorden,  2005

[Redigera Wikidata]